# إليسكا كلينوفا
إليسكا كلينوفا (بالتشيكية: Eliška Kleinová)‏ هي معلمة موسيقى وعازفة بيانو تشيكية، ولدت في 27 فبراير 1912 في برشيروف في التشيك، وتوفيت في 2 سبتمبر 1999 في براغ في التشيك.